# Ann Linde
Ann Christin Linde (Helsingborg, Suècia, 4 de desembre de 1961) és una política sueca del Partit Socialdemòcrata que ha estat ministra d'Afers Exteriors en el govern del primer ministre Stefan Löfven des del 10 de setembre de 2019.
Anteriorment, Linde va ser ministra de Comerç Exterior i ministra de Cooperació Nòrdica. Abans d'això, va ser ministra d'Afers de la Unió Europea i del Comerç del Gabinet de Löfven des del 25 de maig de 2016.

## Trajectòria política
En la dècada de 1990, Linde va treballar en oficines governamentals, incloent la secretaria del ministeri d'Afers Civils i com a assessora política del ministre de Comerç Exterior i d'Afers de la Unió Europea, Mats Hellström, i del ministre de Comerç, posteriorment ministre de Defensa, Björn von Sydow. El 1999, va passar a treballar com coordinadora internacional del grup del partit en el Riksdag i l'any següent com a secretària internacional del Partit Socialdemòcrata, cap de personal internacional i membre del grup de gestió de l'oficina del partit durant tretze anys.
En 2011, va rebre el premi «Amic de Palestina de l'any» d'una organització comunitària palestina a Suècia (Palestinska föreningen).
Linde va ser secretària d'Estat del Ministeri de l'Interior. Va treballar com a secretària d'Estat amb el Ministre de l'Interior Anders Ygeman en el Ministeri de Justícia. Entre 2013 i 2014, Linde va ser el cap del Departament Internacional del Partit Socialista Europeu a Brussel·les, una organització que agrupa a tots els partits socialdemòcrates de la UE.
Sota la direcció de Linde, el Govern de Suècia va decidir al març de 2020 enviar a Mali, en el marc de l'Operació Barkhana, una força de reacció ràpida de fins a 150 soldats i helicòpters per a unir-se a les forces especials liderades per França en la lluita contra els militants vinculats a Al-Qaida i l'Estat Islàmic a la regió del Sahel en el nord d'Àfrica.

## Controvèrsies

### Controvèrsia del mocador
Linde va ser criticada per portar un mocador al cap o hijab durant una visita d'una delegació del govern a Teheran en 2017 quan es va reunir amb el president Hassan Rouhani. El govern es va defensar de les crítiques de que si no ho haguessin fet, haurien incomplit les lleis iranianes.

### Infraccions de la seguretat de l'Agència de Transport
Com a secretària d'Estat del Ministeri de Justícia, Linde va ser una dels primers polítics de les oficines governamentals que va rebre informació del Departament de Seguretat que, a causa de les compres, l'Agència de Transports va posar a la disposició dels col·laboradors estrangers informació confidencial que no estava subjecta a controls de seguretat. Quant als mitjans de comunicació, en l'estiu de 2017, va portar a una crítica rígida de l'oposició conservadora i els Demòcrates de Suècia, així com a noves tasques i revelacions, finalment una construcció governamental.

### Celebració de la revolució islàmica
Com a ministra de comerç exterior, Linde va participar en la celebració del 40è aniversari de la revolució islàmica a l'Iran. La participació de Linde va ser criticada per les organitzacions de la comunitat iraniana a Suècia, que van sostenir que la participació de Linde en la celebració era un insult a tots els iranians que vivien a Suècia i que havien de fugit del règim islàmic.

## Vida privada
Des de 1989, Linde està casada amb Mats Eriksson. Té dos fills.